# マリア・ヴィンカ
マリア・ヴィンカ（Maria Vinca、1878年1月29日 - 1939年12月8日）はイタリアの画家である。おもに人物画を描いた。

## 略歴
ミラノで生まれた。ミラノのブレラ美術アカデミーでフィリッポ・カルカーノ(1840-1914)に学んだ。卒業後はヴェネツィアに移り、ヴェネツィア美術アカデミーや当時アメデオ・モディリアーニ(1884-1920)も学んでいた Scuola libera di Nudeでも学んだ。
ヴェネツィアでは風景画家のグリエルモ・チアルディから学び、影響を受けた。ヴェネツィアに開いたヴィンカのアトリエはエンマ・チアルディやファビオ・マウロネル(Fabio Mauroner)、グイード・カドリン(Guido Cadorin)、エルマンノ・ヴォルフ＝フェラーリ、フィオラヴァンテ・セイベッティ(Fioravante Seibezzi)といった画家や芸術家の集まる場所になった。
ヴィンカの風景画や静物画の評価も高かったが、肖像画や人物画がとりわけ高く評価されている。ヴェネツィアの有力者の家族の肖像画を描き、有名な女優のリダ・ボレッリ(1884–1959)と彼女の子供たちの肖像画も描いた。
第一次世界大戦中は戦時公債募集のポスターや絵葉書の制作を依頼され描いた。1824年に暗殺された社会主義の政治家、ジャコモ・マッテオッティとその家族の肖像画も描き、暗殺後、その肖像画はしばしば新聞に掲載された。
1910年代から1920年代の後半にかけてヴェネツィアで個展を開き、ヴェネツィア・ビエンナーレやぱりの展覧会にも出展した。
ヴェネツィアで亡くなった。

## 作品

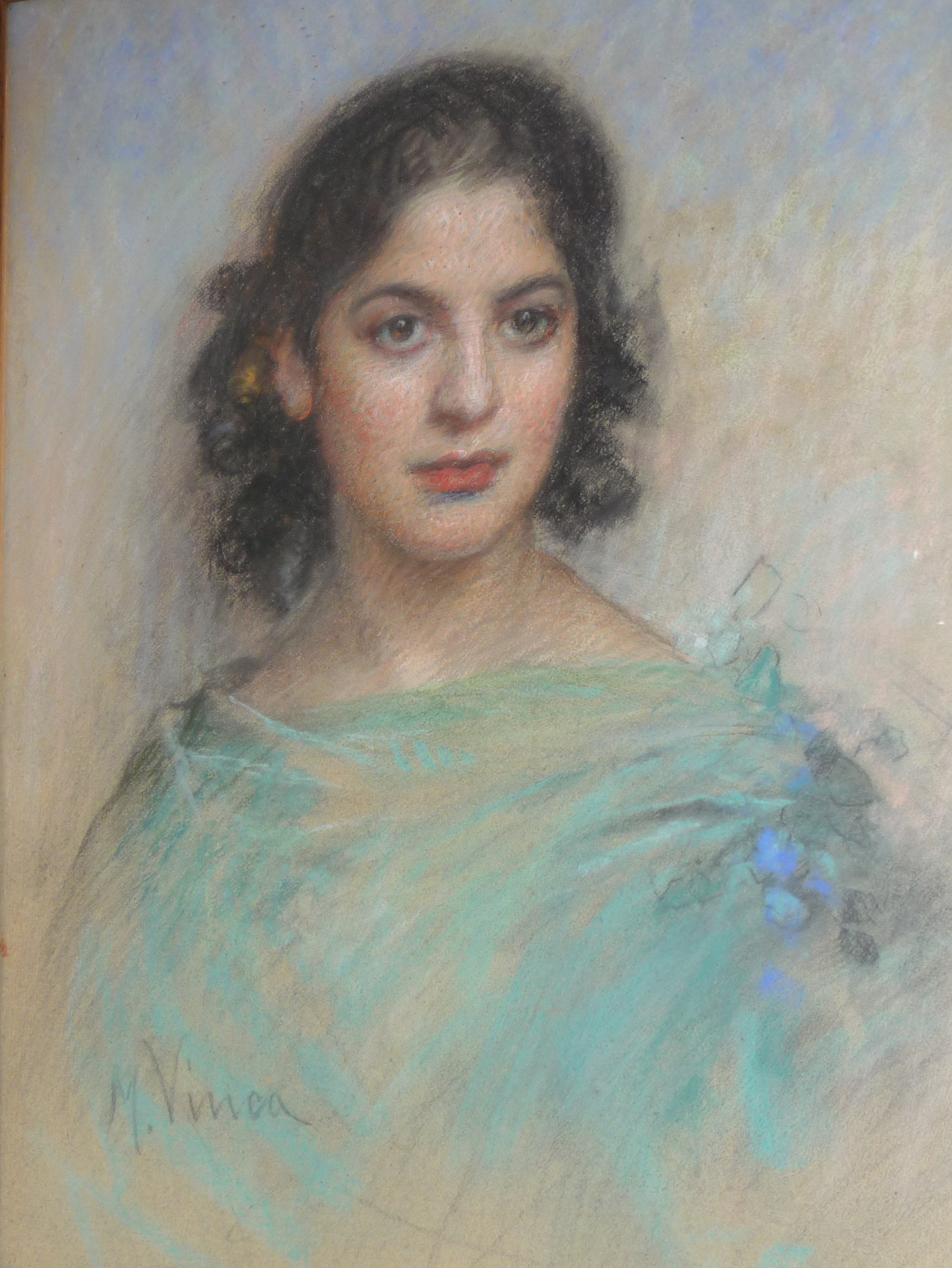
肖像画
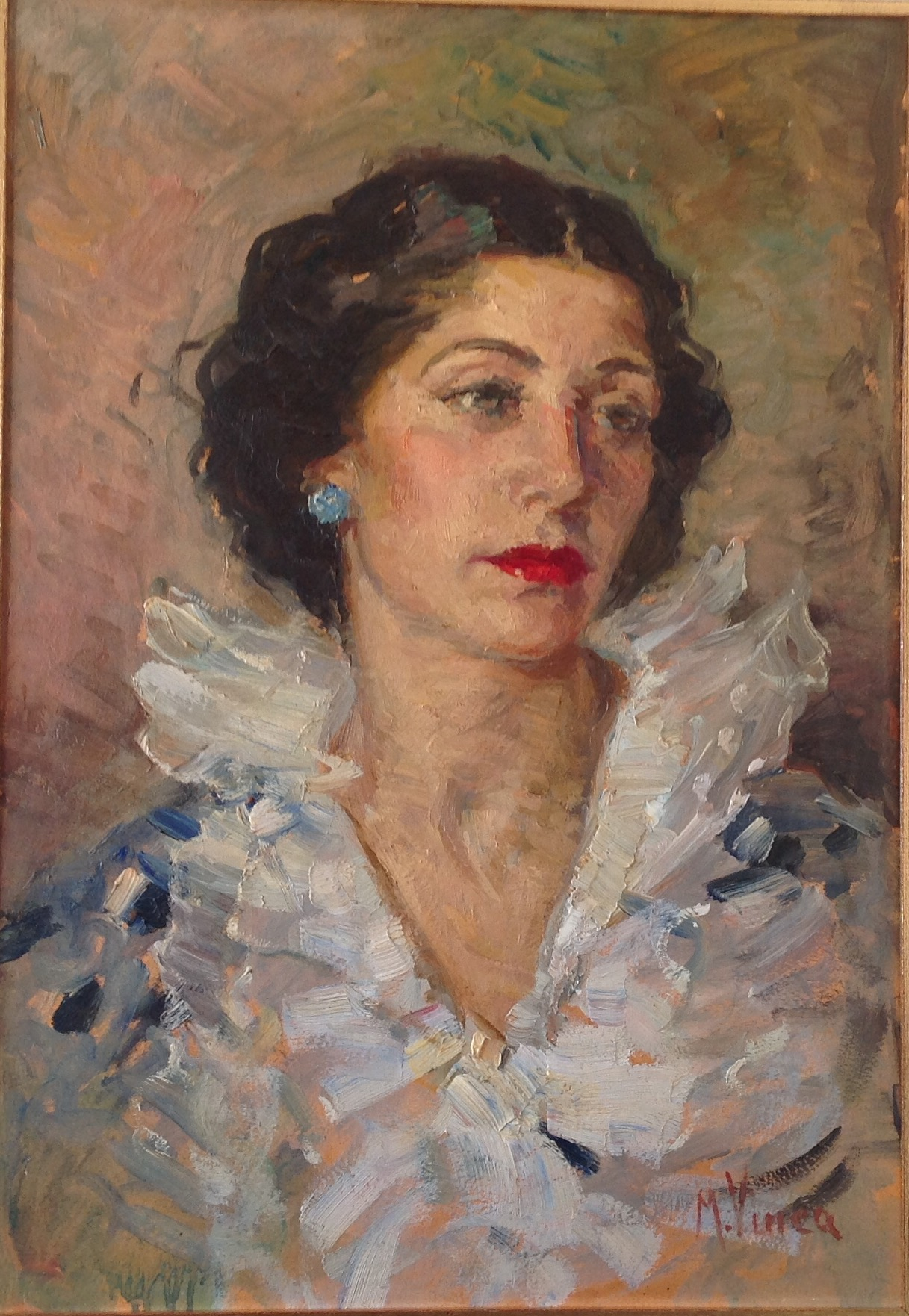
肖像画
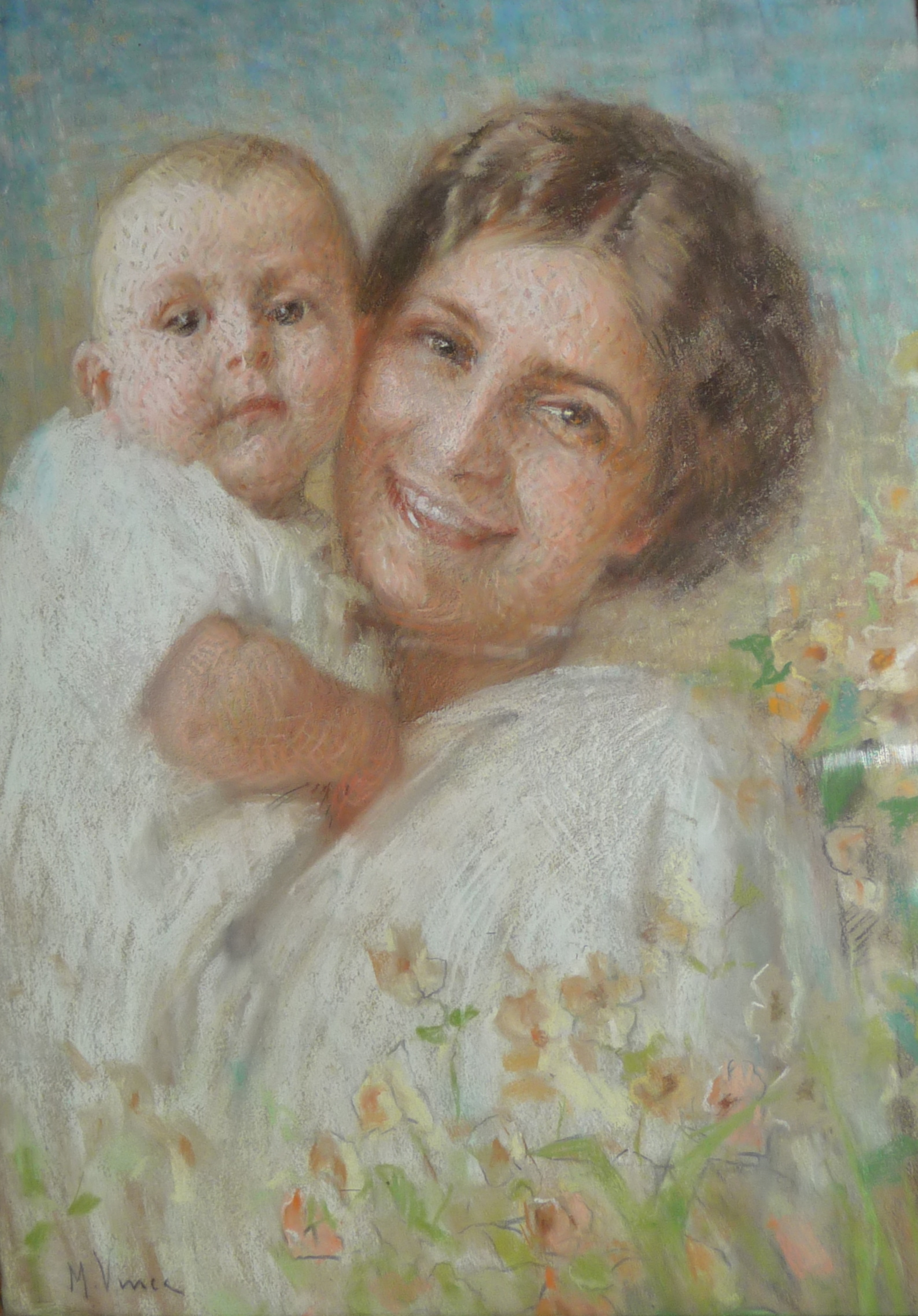
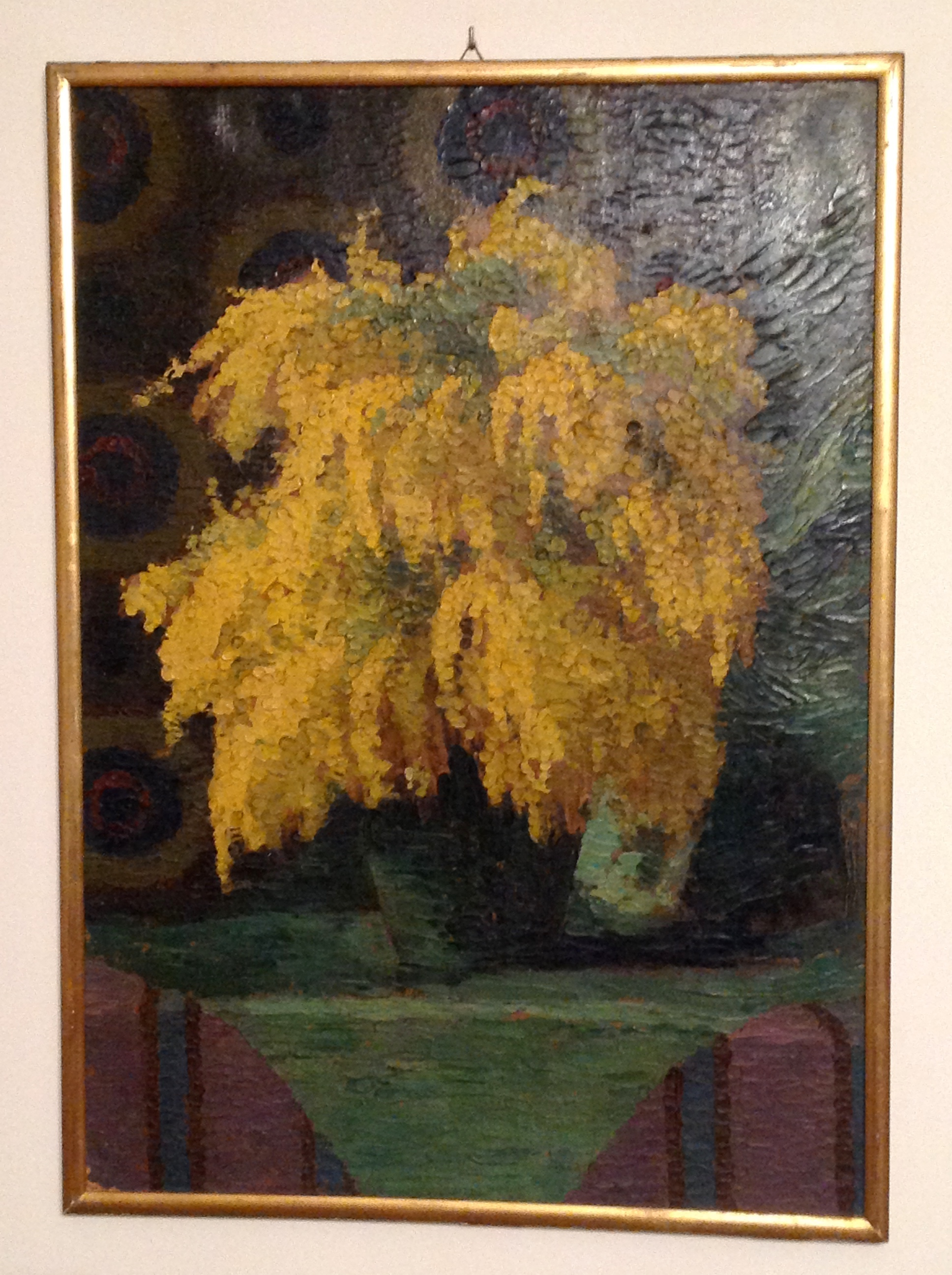
静物画